# Ali Babacan

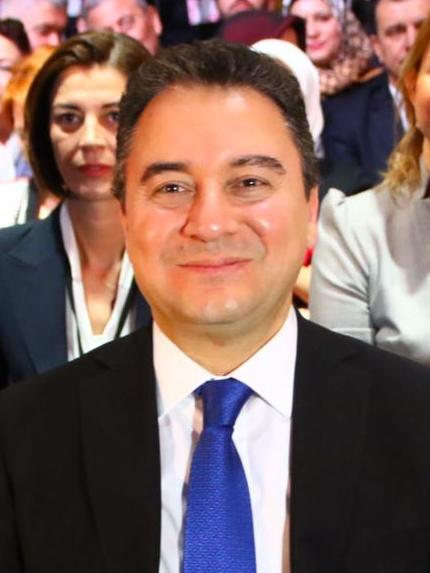
Ali Babacan (2020)

Ali Babacan (geb. 1967 in Ankara) ist ein türkischer Politiker, ehemaliger Außenminister der Türkei und von Mai 2009 bis August 2015 Stellvertretender Ministerpräsident und Staatsminister. Er ist Mitbegründer der AKP, trat 2019 aus dieser aus und gründete die Demokrasi ve Atılım Partisi (DEVA), deren Parteivorsitzender er heute ist.

## Leben

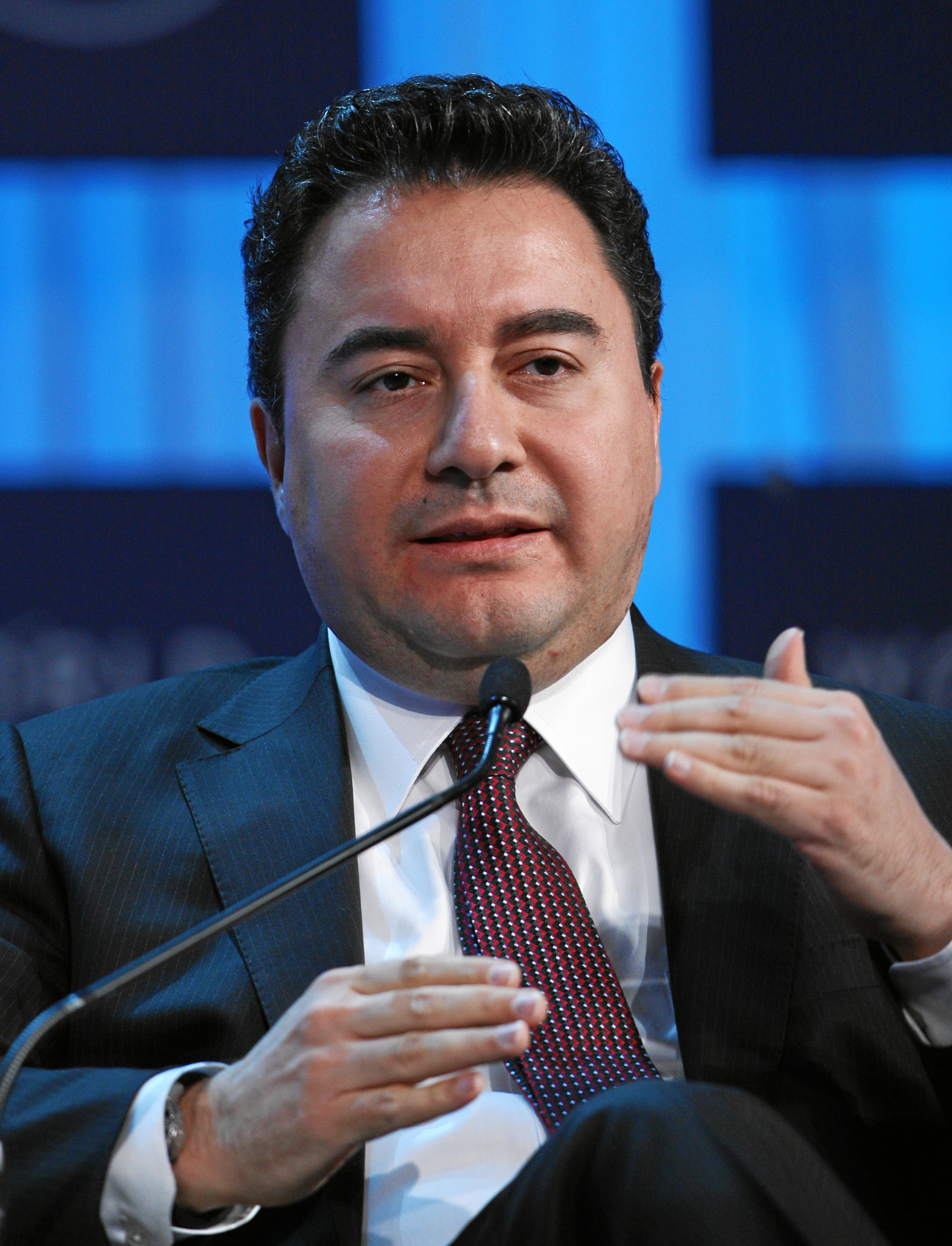
Ali Babacan auf dem Weltwirtschaftsforum in Davos, Schweiz, 28. Januar 2012.

Babacan verließ die Privatschule TED Ankara College 1985 als Jahrgangsbester. Danach studierte er an der Technischen Universität des Nahen Ostens in Ankara und bekam seinen Bachelor. Mit einem Stipendium des Fulbright-Programms ging Babacan in die USA und machte 1992 seinen Master an der Kellogg School of Management der Northwestern University in Evanston, Illinois.
Babacan gehört zu den Gründern der AKP und war im Kabinett Gül sowie im I. Erdoğan-Kabinett Staatsminister für Wirtschaft. Ab dem 29. August 2007 war er Mitglied des II. Erdoğan-Kabinetts bis 1. Mai 2009 Außenminister und dann Staatsminister für Wirtschaft, Bankenwesen und Fiskus. Bis zur Ernennung des Europaministers Egemen Bağış im Januar 2009 war er außerdem Koordinator für die Beitrittsverhandlungen der Türkei mit der Europäischen Union. Im Kabinett Davutoğlu III erhielt er keinen Ministerposten mehr.
Am 8. Juli 2019 gab Babacan bekannt, dass er aus der AKP ausgetreten sei. Als Grund nannte er unter anderem die Ausrichtung der Partei, die nicht mehr mit ihren ursprünglichen Werten vereinbar sei.  In dem Interview sagte er, Präsident Erdogan würde jeweils einen „Feind der Woche“ produzieren, um vom Versagen der Regierung abzulenken. Am 9. März 2020 wurde die Demokrasi ve Atılım Partisi (DEVA) gegründet, deren Vorsitzender Babacan ist.